# Monte Carlo
För andra betydelser, se Monte Carlo (olika betydelser).
Monte Carlo (franskt uttal: /mõtekar'lo/) är en stadsdel i centrala delarna av furstendömet Monaco, grundad som en egen stadskommun 1866 och numera en av fyra delar av landet (vid sidan av La Condamine, Monaco-Ville och Fontvieille).
Både kasinot i Monte Carlo och Hôtel de Paris Monte-Carlo ligger i området. År 2016 bodde drygt 17 000 invånare i stadsdelen.

## Geografi
Monte Carlo ligger på höjderna norr om Monacos hamn i La Condamine, på en avsats vid foten av den maritima delen av Alperna. Den innefattar de mest luxuösa kvarteren i furstendömet – runt Casino de Monte Carlo.
Området som fram till 1954 var en egen kommun är i dag indelat i fyra distrikt (”quartiers”) – Monte Carlo/Spélugues, La Rousse/ Saint Roman, Larvotto/Bas Moulins och Saint Michel. Cirka 3 000 bor i distriktet Monte Carlo/Spélugues.

## Historia
Kommunen/staden Monte Carlo daterar sig till 1866.

### Kasinot i Monte Carlo
ÅR 1856 grundades ett kasinobolag i området, efter att dåvarande furst Karl III av Monaco gett tillstånd till bygget av ett kasino. Kasinot öppnades fem år senare, och 1866 namngav Karl III området som Monte Carlo – "Karls berg", på italienska/monegaskiska.
Som en del i förnyandet av furstendömets ekonomi förvandlades området nära Franska rivieran därefter till en påkostad spelplats för världens förmögna borgerskap. Spelborden är bara öppna för besökare till furstendömet.
ÅR 1967 togs kasinobolaget över av den monegaskiska staten och bolaget står för knappt 5 procent av landets årliga statsbudget.

### Operan i Monte Carlo
ÅR 1878 invigdes Operan i Monte Carlo, som är sammanbyggd med kasinot. Operahuset har varit gästspelsscen och centrum för bland annat balettkonst. ÅR 1911 valde Sergej Djagilev Monte Carlo som hemmascen för sin Ballets Russes och där verkade bland annat Fokine, Nijinsky, Massine, Stravinsky och Bakst. Ensemblen upplöstes dock efter hans död 1929.
Efter detta har flera olika baletter med Monte Carlo i namnet funnits. En ensemble – Ballets Russes de Monte Carlo – leddes åren 1932–1936 av överste de Basil (1988-1936) och René Blum (1878–1942); den inkluderade stjärnor från Djagilevs stall.
Därefter följde ytterligare förgreningar av den ursprungliga ensemblen. Åren 1945–1947 verkade Nouveau Ballet de Monte Carlo, under ledning av Serge Lifar.
Numera (2000-talet) har operan en egen liten ensemble. Internationella stjärnor som  Fonteyn och Nurejev har lett dansandet, tillsammans med lokala dansare. ÅR 1976 grundade furstinnan Grace en balettskola tillsammans med ryska Marika Besobrasova (1918–2010). Några år senare grundades även en mindre Monte Carlo-balett.

### Senare årtionden, övrigt
Nära kasinot finns The International Sporting Club, invigd 1932.
Under senare decennier har området blivit föremål för omfattande modernisering, där höghus – en blandning av bostadshus och hotell – ersatt ett stort antal av de äldre patriciervillorna.
År 2002 bodde 16 400 invånare i Monte Carlo. ÅR 2008 hade detta minskat till 14 586, medan siffran 2016 var 17 372.

## Galleri och bildspel

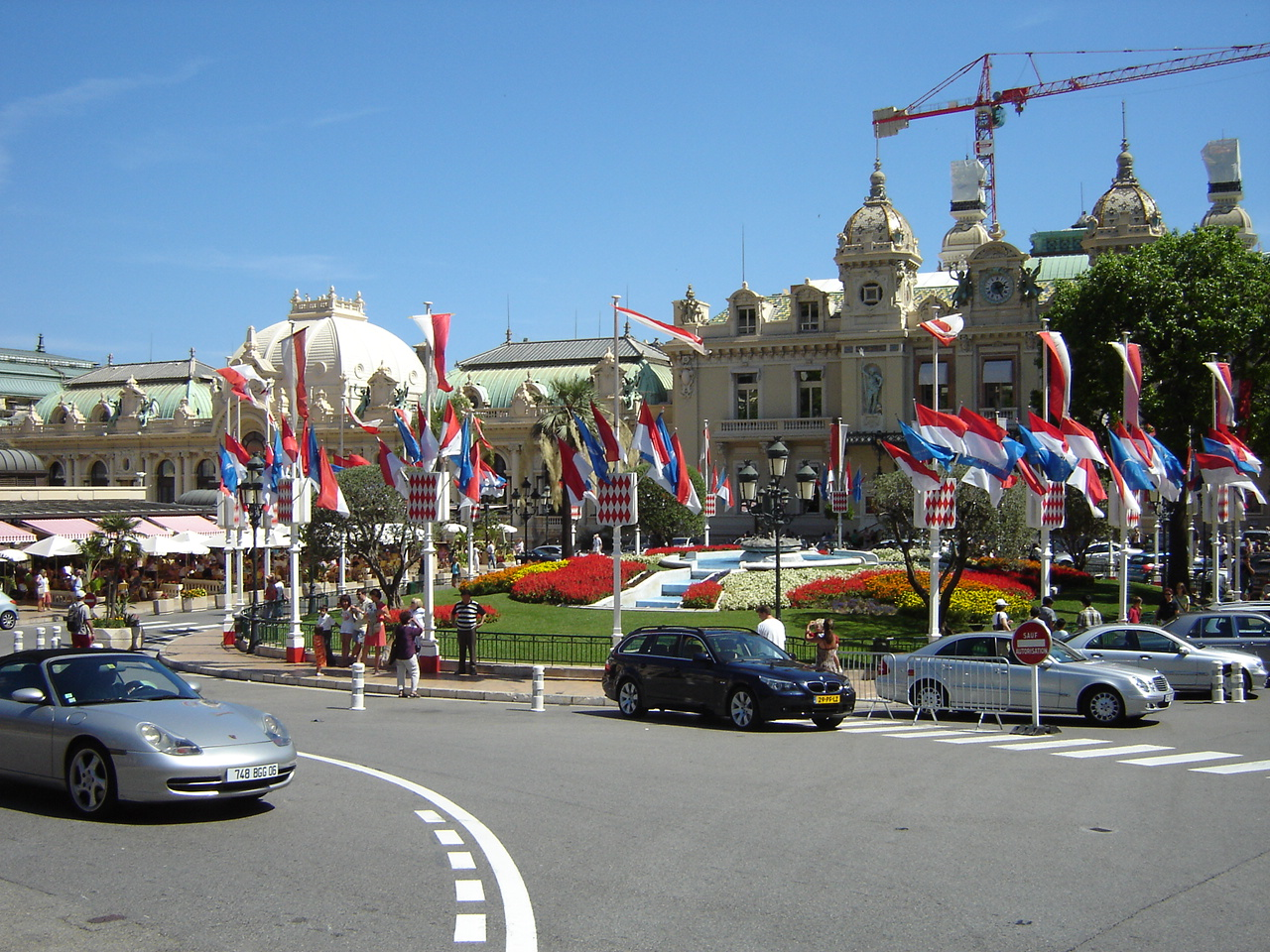
Kasinot i Monte Carlo.

|  |